# Sara Kays

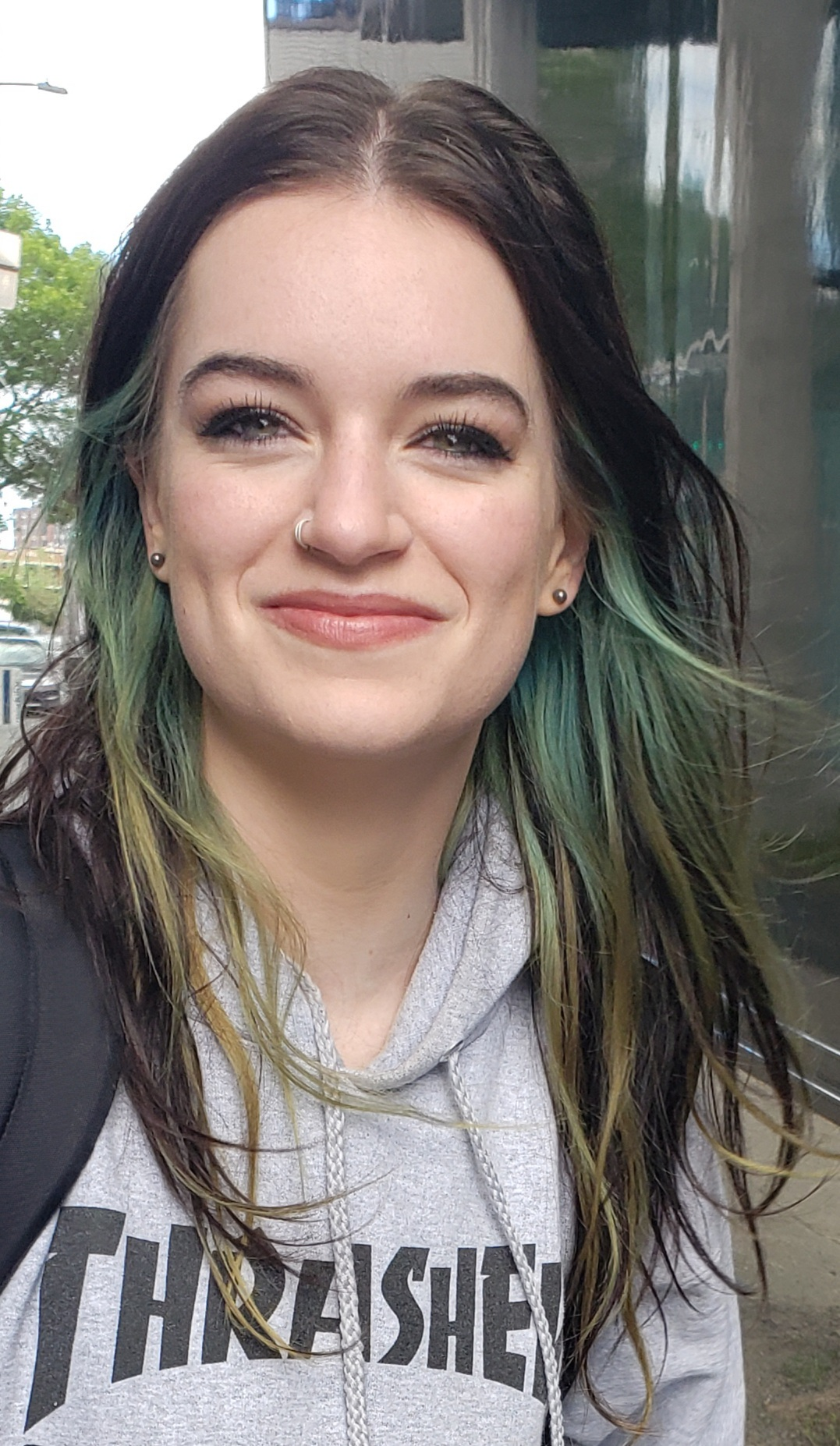
Sara Kays

Sara Kays (18 februari 1999) is een Amerikaans zangeres en tekstschrijfster.

## Carrière
Kays kreeg net voor haar twaalfde een gitaar van haar moeder, nadat ze gestopt was met gymnastiek. Vanaf haar dertiende begon ze als straatmuzikant op te treden in haar woonplaats Noblesville in Indiana. Ze speelde covers en werd na enige tijd door restaurants gevraagd om te komen spelen. Dit deed ze tot dat ze voor college (hogere school) naar Atlanta verhuisde. Daar deed ze onder meer open podia-optredens en sinds haar 17e begon ze ook meer haar eigen muziek te schrijven. Haar covers die ze op sociale media plaatste kregen al aandacht en zorgde dat ze echte eerste fans kreeg. Na een jaar Atlanta besloot ze naar Nashville te verhuizen.
Dat resulteerde in 2018 tot de EP A House Too Big, dat ze onder eigen beheer uitgaf. Ook de eerste singles die ze uitbracht daarna waren in eigen beheer. Ze plaatste haar muziek ook op YouTube en later kwam daar onder meer TikTok bij. In 2020 kreeg ze een contract bij Atlantic Recording Corporation en begon te werken aan nieuw materiaal. Haar eerste single via het label, Remember That Night ging op het eind van 2020 viraal op TikTok. Het nummer wist in 2021 in Nederland en Vlaanderen de hitlijst te bereiken. In het begin van 2021 maakte ze haar debuut op nationale televisie, ze kreeg een uitnodiging om op te treden in The Late Show van Stephen Colbert.
Op 6 augustus 2021 verscheen de EP Struck By Lightning, een mini-album van zeven nummers en daarom soms ook aangeduid als album.

## Discografie

### Ep's
- 2018: A House Too Big
- 2020: Camera Shy
- 2021 Struck By Lightning

### Singles
- 2019: Under Covers
- 2019: Down Low
- 2019: Is There Anything Else?
- 2019: Rich Boy
- 2020: I'm Okay Though
- 2020: Same House
- 2020: No Matter the Season
- 2020: Smaller Than This
- 2020: Home for the Summer
- 2020: Chosen Last
- 2021: Remember That Night?
- 2021: Future Kids
- 2021: Backseat Rider

Singles in de hitlijst:
| Single               | Verschijnen | Album               | Hitlijsten | Hitlijsten | Hitlijsten | Hitlijsten | Hitlijsten | Hitlijsten |
| Single               | Verschijnen | Album               | BE (VL)    | BE (VL)    | NL         | NL         | VK         | VS         |
| Single               | Verschijnen | Album               | Piek       | Weken      | Piek       | Weken      | Piek       | Piek       |
| -------------------- | ----------- | ------------------- | ---------- | ---------- | ---------- | ---------- | ---------- | ---------- |
| Remember That Night? | 2021        | Struck By Lightning | 27         | 12         | 33         | 4          | -          | -          |